# Équipe d'Algérie de football à la Coupe d'Afrique des nations 1992
Cet article relate le parcours de l’Équipe d'Algérie de football lors de la Coupe d'Afrique des nations de football 1992 organisée au Sénégal du 12 janvier 1992 au 26 janvier 1992.

## Effectif
| N° | Pos | Nom                      | Date de naissance          | Sélections | Buts | Club                    |
| -- | --- | ------------------------ | -------------------------- | ---------- | ---- | ----------------------- |
| 16 | GB  | Kamel Kadri              | 19 novembre 1963 (28 ans)  | 2          | 0    | MC Alger                |
| 1  | GB  | Mounir Laouar            | 25 mars 1963 (29 ans)      | 0          | 0    | MO Constantine          |
| 22 | GB  | Antar Osmani             | 22 février 1960 (31 ans)   | 1          | 0    | ES Sétif                |
|    |     |                          |                            |            |      |                         |
| 20 | DF  | Fodil Megharia           | 23 mai 1961 (30 ans)       | 1          | 0    | Club africain           |
| 5  | DF  | Omar Belatoui            | 6 avril 1969 (22 ans)      | 1          | 0    | MC Oran                 |
| 4  | DF  | Ali Benhalima            | 21 janvier 1962 (29 ans)   | 2          | 0    | UE Lleida               |
| 3  | DF  | Kamel Adjas              | 3 janvier 1963 (29 ans)    | 0          | 0    | ES Sétif                |
| 2  | DF  | Mourad Rahmouni          | 3 décembre 1963 (28 ans)   | 1          | 0    | JS Kabylie              |
| 15 | DF  | Liazid Sandjak           | 11 septembre 1966 (25 ans) | 0          | 0    | Paris SG                |
| 12 | DF  | Mohamed Tribèche         | 14 juin 1964 (27 ans)      | 0          | 0    | ES Sétif                |
|    |     |                          |                            |            |      |                         |
| 6  | ML  | Mahieddine Meftah        | 25 septembre 1968 (23 ans) | 0          | 0    | JS Kabylie              |
| 19 | ML  | Abdelhafid Tasfaout      | 11 février 1969 (22 ans)   | 1          | 0    | MC Oran                 |
| 14 | ML  | Tahar Chérif El-Ouazzani | 10 juillet 1967 (24 ans)   | 2          |      | Aydınspor               |
| 18 | ML  | Moussa Saïb              | 6 mars 1969 (22 ans)       | 2          | 0    | JS Kabylie              |
| 10 | ML  | Ali Bouafia              | 5 août 1964 (27 ans)       | 2          | 0    | Olympique lyonnais      |
| 13 | ML  | Youssef Haraoui          | 12 mai 1965 (26 ans)       | 0          | 0    | Slovan Bratislava       |
| 8  | ML  | Hakim Medane             | 5 septembre 1966 (25 ans)  | 0          | 0    | Futebol Clube Famalicão |
| 17 | ML  | Mohamed Rahem            | 21 juin 1970 (21 ans)      | 1          | 0    | USM El Harrach          |
|    |     |                          |                            |            |      |                         |
| 11 | AT  | Rabah Madjer             | 15 février 1958 (33 ans)   | 2          | 0    | Qatar SC                |
| 7  | AT  | Nacer Bouiche            | 16 mai 1965 (26 ans)       | 2          | 1    | Red Star                |
| 9  | AT  | Djamel Menad             | 22 juillet 1960 (31 ans)   | 2          | 0    | Futebol Clube Famalicão |

## Phase qualificative
L'Algérie ne participera pas à la phase qualificative, en tant que tenante du titre.

## Phase finale

### 1ertour

#### Groupe C
| 13 janvier 1992 | Côte d'Ivoire                          | 3 – 0 | Algérie | Stade Aline Sitoe Diatta, Ziguinchor                     |                                                          |
|                 | A. Traoré 14e · Fofana 25e · Tiéhi 89e |       |         | Spectateurs : 5 000 Arbitrage : Mohamed Hounnake-Kouassi | Spectateurs : 5 000 Arbitrage : Mohamed Hounnake-Kouassi |
|                 | Rapport                                |       |         | Spectateurs : 5 000 Arbitrage : Mohamed Hounnake-Kouassi | Spectateurs : 5 000 Arbitrage : Mohamed Hounnake-Kouassi |

| 17 janvier 1992 | Algérie     | 1 – 1 | Congo       | Stade Aline Sitoe Diatta, Ziguinchor                                                                                             | |
| | Bouiche 44e |       | 7e Tchibota | Spectateurs : 5 000 spectateurs Arbitrage : Christopher Musaabi assisté de mm. hafidh ali (Tanzanie) et abdelali naciri (Maroc). | Spectateurs : 5 000 spectateurs Arbitrage : Christopher Musaabi assisté de mm. hafidh ali (Tanzanie) et abdelali naciri (Maroc). |
| | Rapport     |       |             | Spectateurs : 5 000 spectateurs Arbitrage : Christopher Musaabi assisté de mm. hafidh ali (Tanzanie) et abdelali naciri (Maroc). | Spectateurs : 5 000 spectateurs Arbitrage : Christopher Musaabi assisté de mm. hafidh ali (Tanzanie) et abdelali naciri (Maroc). |
| kadri, rahmouni, benhalima, megharia, belatoui, chérif el-ouazani, saib, madjer (tasfaout 69), menad, bouafia (rahim 69), bouiche. * remplaçants : osmani, meftah, lounici.*** ent : kermali. | Équipes     |       |             | Spectateurs : 5 000 spectateurs Arbitrage : Christopher Musaabi assisté de mm. hafidh ali (Tanzanie) et abdelali naciri (Maroc). | Spectateurs : 5 000 spectateurs Arbitrage : Christopher Musaabi assisté de mm. hafidh ali (Tanzanie) et abdelali naciri (Maroc). |

| Place | Club          | Pts | J | V | N | D | Buts + | Buts - | Diff. |
| 1er   | Côte d'Ivoire | 3   | 2 | 1 | 1 | 0 | 3      | 0      | +3    |
| 2e    | Congo         | 2   | 2 | 0 | 2 | 0 | 1      | 1      | 0     |
| 3e    | Algérie       | 1   | 2 | 0 | 1 | 1 | 1      | 4      | -3    |

## Podium final
|                            | Côte d'Ivoire               |
|                            | Médaille d'or, Afrique      |
| Ghana                      |                             |
| Médaille d'argent, Afrique | Nigeria                     |
| Médaille d'argent, Afrique | Médaille de bronze, Afrique |

## Meilleurs buteurs de l'équipe
- 1 buts
  - Naçer Bouiche